# Sisapangma
A Sisapangma (希夏邦马峰, Shishapangma) (hivatalosan: Xixiabangma; angolos átírással: Shishapangma) a Föld 14. olyan hegycsúcsa, amely 8000 méter fölé magasodik. A Himalája hegységben található. Tibeti nevének (si sa szbang ma) jelentése: „tető a füves síkságok fölött”. Kínai neve a tibeti fonetikus ejtése: Xīxiàbāngmǎ Fēng 希夏幫馬峰. Korábban szanszkrit nyelven a hegyet Gosainthannak hívták, melynek jelentése: „szent hely”.
A Sisapangma (Shishapangma) a nepáli országhatártól néhány km-re található, Tibet déli, középső részén.

## Mászások története
Első meghódítása 1964. május 2-án történt,  Xǔ Jìng 许竞 nevéhez fűződik. A kínai csapat tagjai voltak még: Zhāng Jùnyán 张俊岩, Wáng Fùzhōu 王富洲, Wū Zōngyuè 邬宗岳, Chén Sān 陈三, Soinam Dorjê (Suǒnán Duōjí 索南多吉), Chéng Tiānliàng 程天亮, Migmar Zhaxi (Mǐmǎ Zháxī 米马扎西), Dorjê (Duōjí 多吉) és Yún Dēng 云登.
A rendelkezésre álló adatok alapján, a főcsúcsnál néhány méterrel alacsonyabb központi csúcsra (Central Peak) 1987-ben hat magyar mászónak (dr. Nagy Sándor és Ozsváth Attila, majd pár nappal később Balaton Zoltán, Csíkos József, Várkonyi László, Vörös László) sikerült feljutni. Az érintettek vitatják, hogy nem a főcsúcson jártak, a helyszíni meggyőződésük az volt, és a mai napig is az, hogy a főcsúcson jártak.
2005. január 14-én történt az első téli megmászása, Piotr Morawski és Simone Moro által.
2013. május 9-én Benedek Zoltán magyar származású, székelyudvarhelyi születésű osztrák állampolgár hegymászó ért fel a csúcsra.
2013. augusztus 31-én Lesták Erzsébet egy nemzetközi expedíció keretében indult a főcsúcs megmászására, ám neki a Central Peak mellékcsúcsot sikerült elérnie.